# 조리학

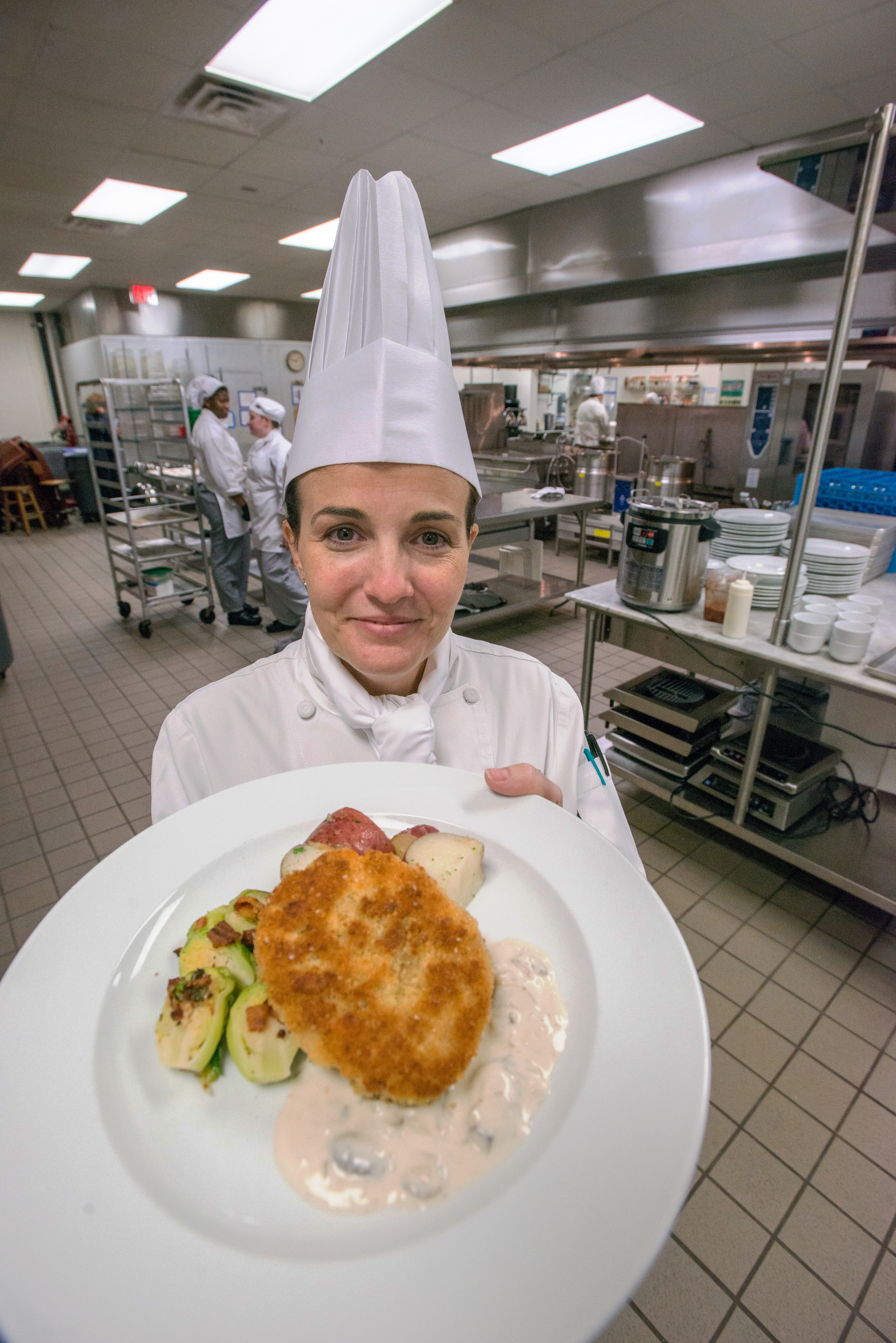

조리학 또는 요리학(culinary arts)은 일반적으로 식사 형태의 음식 준비, 요리 및 음식 제공의 요리 예술이다. 이 분야에서 일하는 사람들, 특히 식당과 같은 시설에서 일하는 사람들은 일반적으로 셰프(chef)나 요리사(cook)라고 불리지만 가장 일반적으로 요리 예술가(culinary artist) 및 요리사(culinarian)라는 용어도 사용된다. 테이블 매너(테이블 아트)는 때때로 요리 예술(culinary art)이라고도 한다.
미적으로도 아름답고 맛있는 요리를 전문 셰프가 책임지고 있다. 이를 위해서는 종종 식품 과학, 영양 및 다이어트에 대한 이해가 필요하다. 델리카테슨과 호텔, 병원과 같은 상대적으로 규모가 큰 기관은 레스토랑 다음으로 주요 작업장으로 꼽힌다.

## 같이 보기
- 요리사
- 셰프
- 요리
- 미식학
- 환대산업
- 음식점